# Chalkogene
| Gruppe      | 16     |
| Hauptgruppe | 6      |
| Periode     |        |
| 2           | 8 O    |
| 3           | 16 S   |
| 4           | 34 Se  |
| 5           | 52 Te  |
| 6           | 84 Po  |
| 7           | 116 Lv |

Die Elemente der 6. Hauptgruppe des Periodensystems werden Chalkogene genannt (wörtlich „Erzbildner“, von altgriechisch χαλκός chalkós „Erz, Metall, [speziell:] Kupfer, Bronze“ und γεννᾶν gennãn „erzeugen“). Die Gruppe wird nach dem ersten Element auch als Sauerstoff-Gruppe bezeichnet. Nach der neueren Nummerierung der IUPAC der Gruppen ist es die Gruppe 16. Zu dieser Stoffgruppe gehören die Elemente Sauerstoff, Schwefel, Selen, Tellur, Polonium sowie das künstlich hergestellte Livermorium. Die 4 wichtigsten dieser Elemente (Sauerstoff, Schwefel, Selen und Tellur) fasste Jöns Jakob Berzelius schon früher als corpora amphigenia zusammen, womit ausgedrückt werden sollte, dass diese sowohl Säuren- als auch Basenbildner sein können.

## Vorkommen

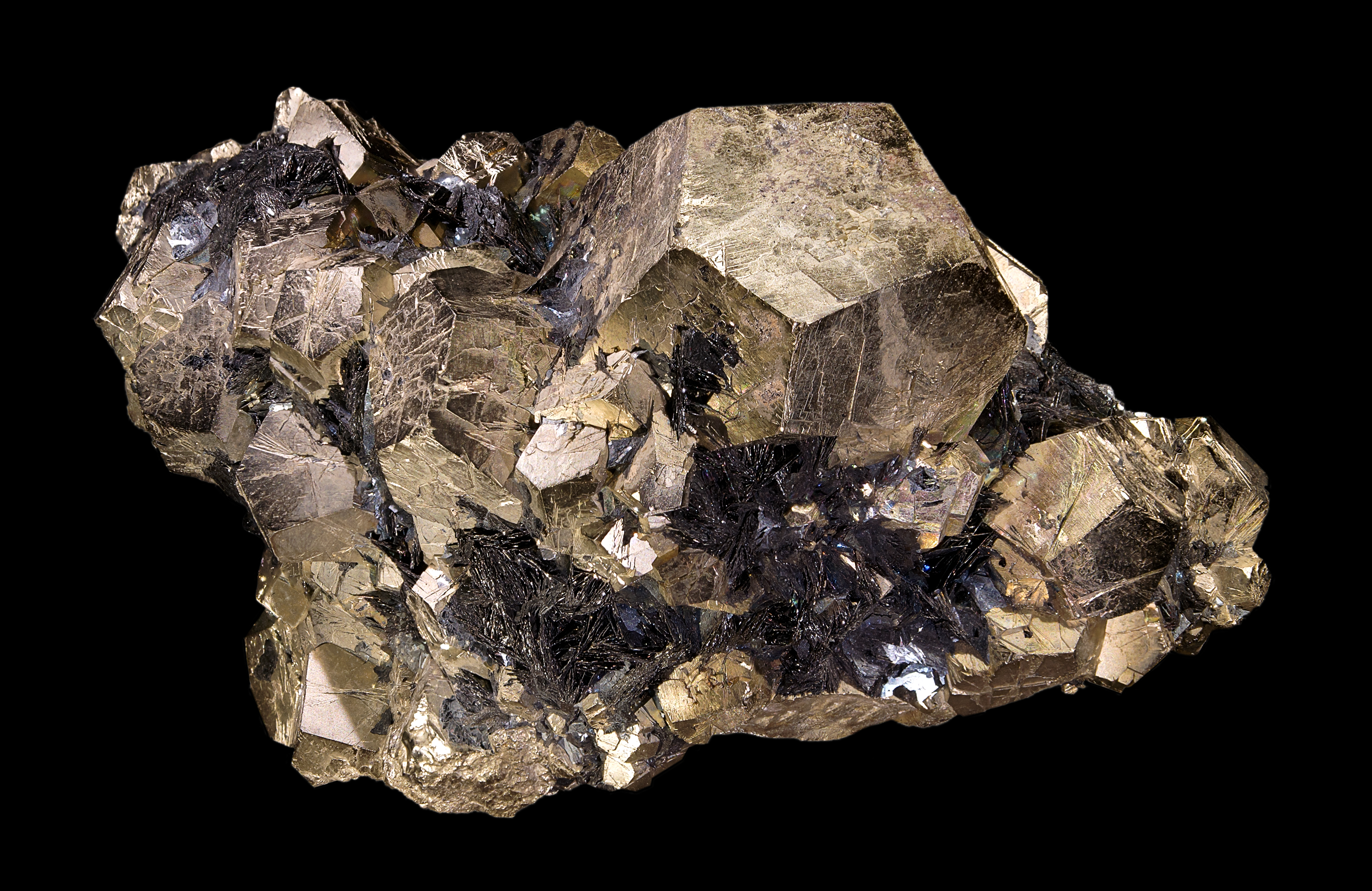
Ein natürlich vorkommendes Chalkogenid: Eisensulfid-Handstück mit ineinander verwachsenen Pyritkristallen

Die Chalkogene kommen in der Natur meist in Form von Erzen und Mineralien vor. Unter den Metallchalkogeniden kommen die Oxide und die Sulfide am häufigsten vor. Beispiele für Oxide sind das gasförmige Kohlenstoffdioxid in der Erdatmosphäre und das feste Siliciumdioxid (z. B. kristallin als Quarz), das den Hauptbestandteil der Erdkruste bildet. Zu den Sulfiden gehören u. a. die Mineralien Bleiglanz, Zinnober, Pyrit, Zinksulfid und Kupferkies. Seltener sind die  Selenide wie z. B. Kupferselenid und die Telluride wie z. B. Silbertellurid. Auch einige Polonide sind stabil, für Livermoride jedoch wurde eine stark abnehmende Stabilität vorausgesagt. Daneben gibt es weitere Metall-Chalkogen-Verbindungen wie z. B. die Sulfite, Sulfate und Selenate.
Sauerstoff und Schwefel kommen auch elementar vor (Sauerstoff als Bestandteil der Luft und gelöst in Wasser, Schwefel oft im Zusammenhang mit vulkanischen Exhalationen, die Schwefelwasserstoff und Schwefeldioxid enthalten und zu Schwefel reagieren, ferner auch Schwefelsäure).

## Eigenschaften

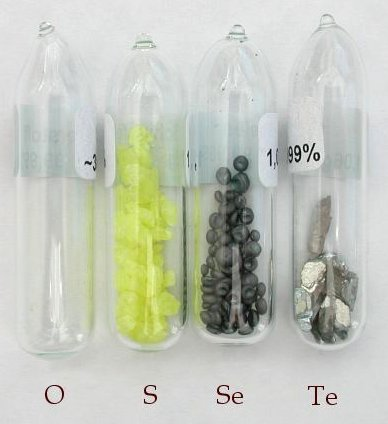
Chalkogene

### Physikalische Eigenschaften
Die Chalkogene niedriger Ordnungszahl sind Nichtmetalle, wobei von Selen und Tellur auch metallische Modifikationen existieren: Selen und Tellur sind im Prinzip Halbmetalle, Polonium und Livermorium Metalle. Die physikalischen Eigenschaften sind nach steigender Atommasse abgestuft. So nehmen vom Sauerstoff zum Tellur die Dichte, Schmelz- und Siedepunkte zu.

### Chemische Eigenschaften
Chalkogene reagieren mit Metallen zu erdigen und zum Teil auch basischen Metallchalkogeniden (Oxide, Sulfide usw.). Mit Wasserstoff reagieren sie zu Chalkogenwasserstoffen: Wasser, Schwefelwasserstoff, Selenwasserstoff und Tellurwasserstoff, wobei die Verbindungen analoge Summenformeln, H2X, haben. Poloniumwasserstoff jedoch tendiert bereits dazu, ein Hydrid und kein Polonid zu sein und eine Bestätigung dieses Trends für Livermoriumwasserstoff wird vorausgesagt. Spätestens LvH2 muss als Hydrid anstatt als Livermorid angesehen werden. 
Chalkogene bilden auch untereinander Verbindungen wie z. B. die Schwefeloxide oder die Selensulfide. Chalkogen-Oxide bilden mit Wasser zusammen Säuren: die Schweflige Säure, die Selenige Säure und die Tellurige Säure (denkbar wären auch Polonige Säure und Livermorige Säure) (Summenformel H2XO3) aus den Dioxiden und Schwefelsäure, Selensäure, Tellursäure, Poloniumsäure und Livermoriumsäure (Summenformel H2XO4) aus den Trioxiden.

Die Chalkogene
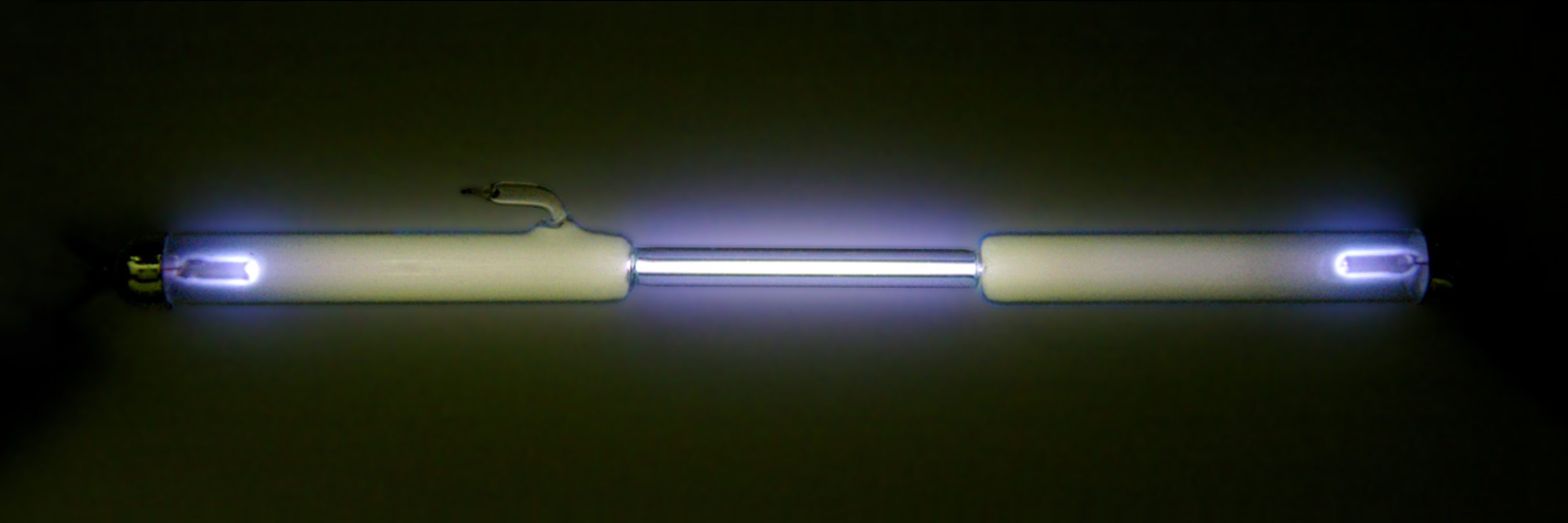
Sauerstoff in einer Entladungsröhre
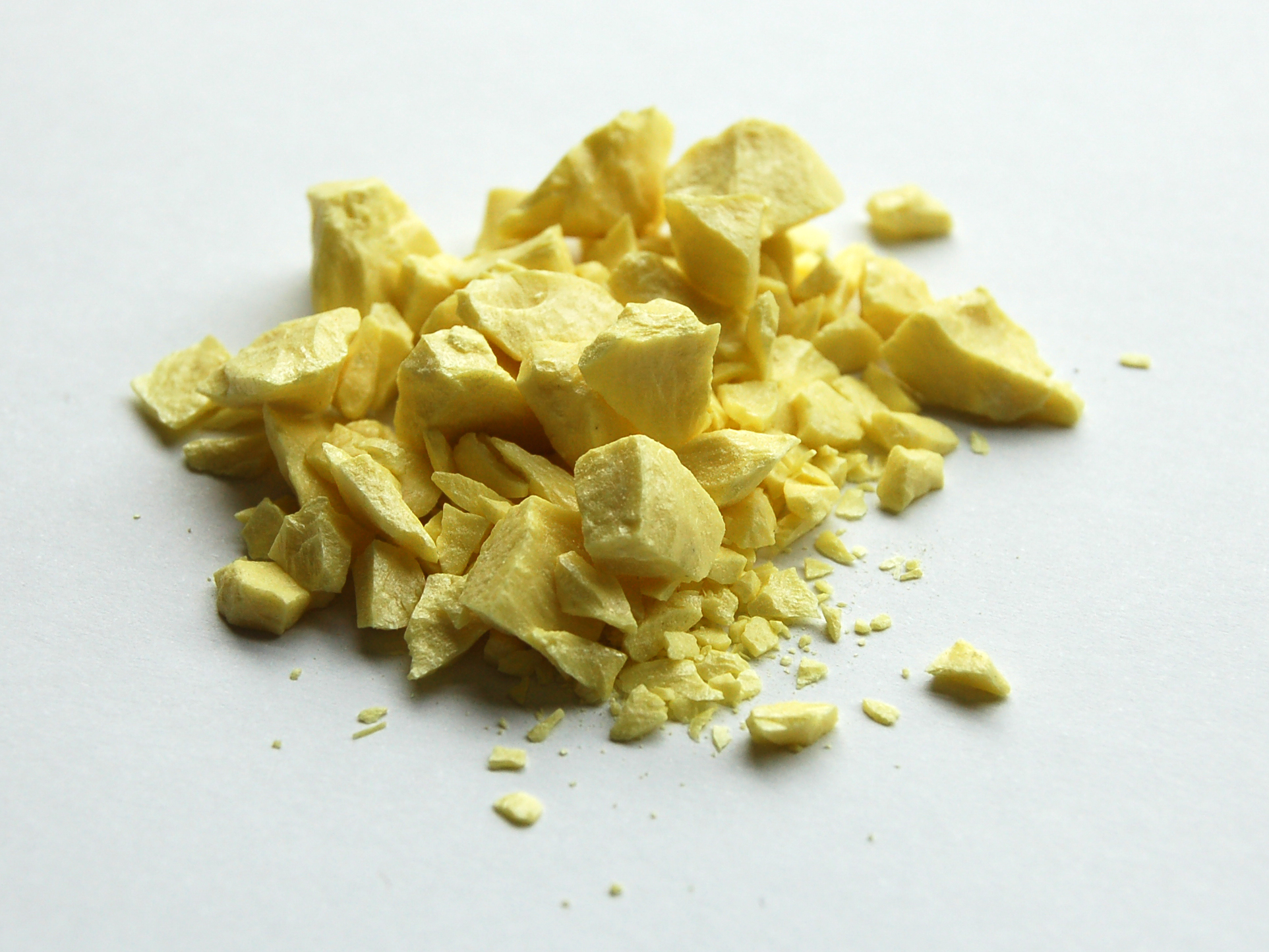
Schwefel in Stücken
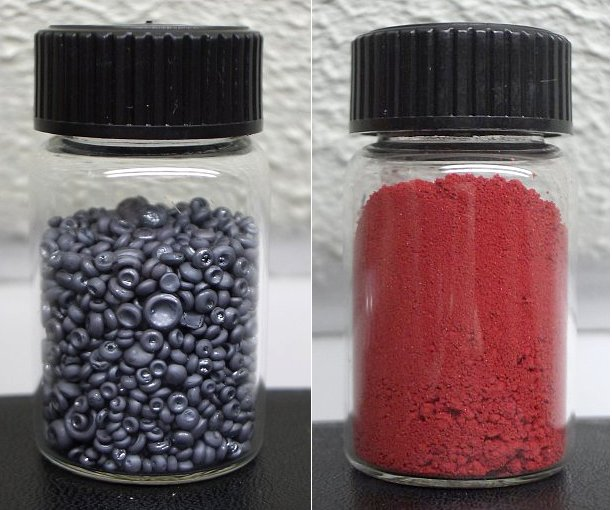
Selen, glasig amorphe und die rote Modifikation
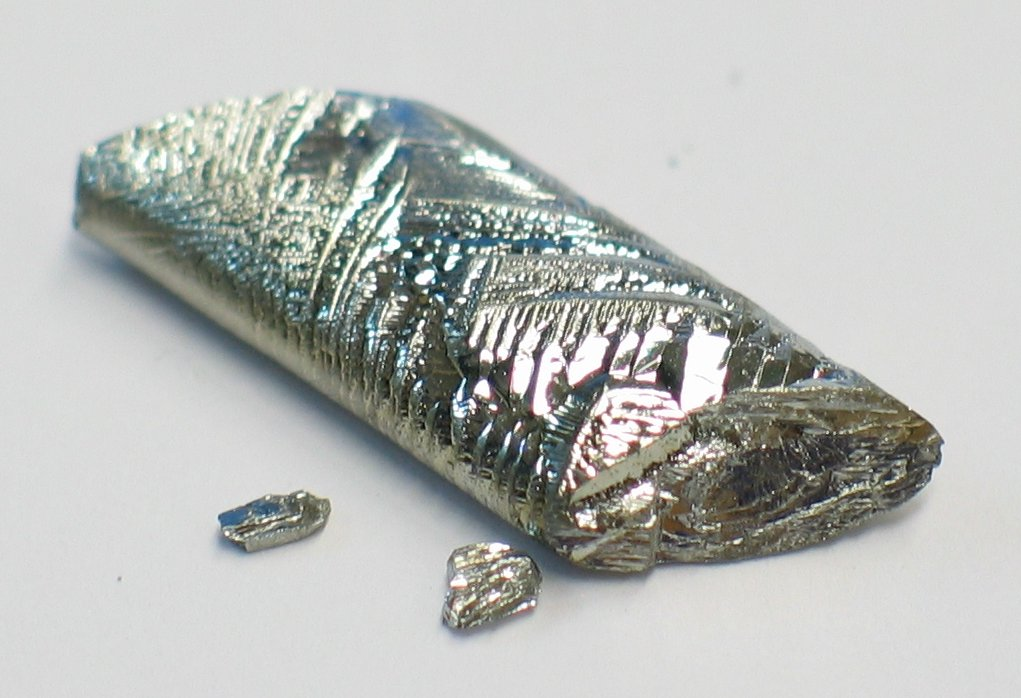
Tellur, Barrenbruchstücke